# (1000) Piazzia
(1000) Piazzia ist ein Asteroid des Asteroiden-Hauptgürtels, der am 12. August 1923 von Karl Wilhelm Reinmuth entdeckt wurde. Der Planetoid erhielt seinen Namen zu Ehren von Giuseppe Piazzi, des Entdeckers des ersten Asteroiden (1) Ceres.
Piazzia bewegt sich in einem Abstand von 2,3687 (Perihel) bis 3,9858 (Aphel) astronomischen Einheiten in rund 5,65 Jahren um die Sonne. Die Bahn ist 20,549° gegen die Ekliptik geneigt, die Bahnexzentrizität beträgt 0,2545.
Piazzia hat einen Durchmesser von etwa 48 Kilometern, und ihre Albedo wird auf 0,0935 geschätzt. Der Asteroid rotiert in 9,470 Stunden um die eigene Achse.